# Tra Thomas
William Thomas III, detto Tra (DeLand, 20 novembre 1974), è un ex giocatore di football americano statunitense che ha militato nel ruolo di offensive tackle nella National Football League (NFL).

## Biografia
Dopo avere giocato al college a Florida State, Thomas fu scelto come 11º assoluto nel Draft NFL 1998 dai Philadelphia Eagles. Vi giocò fino al 2008, venendo convocato per tre Pro Bowl e raggiungendo il Super Bowl nel 2004, perso contro i New England Patriots. Il 9 marzo 2009 firmò come free agent coi Jacksonville Jaguars. Fu svincolato dopo una sola stagione il 10 febbraio dell'anno successivo. Il 9 giugno 2010 firmò un contratto annuale coi San Diego Chargers, ma un'operazione chirurgica in artroscopia al ginocchio durante il training camp lo costrinse a chiudere la carriera.

## Palmarès

### Franchigia
- National Football Conference Championship: 1

Philadelphia Eagles: 2004

### Individuale
- Convocazioni al Pro Bowl: 3

2001, 2002, 2004
- First-team All-Pro: 1

2002
- Formazione ideale del 75º anniversario dei Philadelphia Eagles